# Bamberška stolnica
Bamberška stolnica (nemško Bamberger Dom, uradno ime Bamberger Dom St. Peter und St. Georg) je cerkev v Bambergu v Nemčiji, dokončana v 13. stoletju. Stolnica je pod upravo Rimokatoliške cerkve in je sedež nadškofa v Bambergu. Stolnica je od leta 1993 del Unescove svetovne dediščine "Mesto Bamberg".
Leta 1002 jo je ustanovil kralj (in poznejši cesar) Henrik II. Sveti in so jo posvetili leta 1012. Potem ko sta v 11. in 12. stoletju zgoreli prvi dve stolnici, je bila sedanja poznoromanska stavba s štirimi velikimi stolpi zgrajena v 13. stoletju in kasneje dograjena v zgodnjegotskem slogu.
Stolnica je dolga približno 94 m, široka 28 m, visoka 26 m, štirje stolpi pa so visoki približno 81 m. Vsebuje veliko umetniških del, med njimi marmornato grobnico ustanovitelja in njegove žene, cesarice Kunigunde, ki velja za mojstrovino kiparja Tilmana Riemenschneiderja in je bila izklesana med letoma 1499 in 1513.
Drug dobro znan zaklad stolnice je konjeniški kip, znan kot Bamberški jezdec (nemško: Der Bamberger Reiter). Koga upodablja za kip je uganka še danes, najverjetneje sega v obdobje od 1225 do 1237.

## Zgodovina

### Ozadje
Henrik, sin Henrika der Zänkerja, je leta 995 postal bavarski vojvoda, ki je nadomestil izgnanega očeta. Njegovo najljubše stanovanje je bilo v Bambergu in je to premoženje (verjetno spomladi 1000) dal svoji ženi Kunigundi kot poročno darilo. Leta 1002 je bil Henrik izvoljen za nemškega kralja in je začel voditi svoje vladne posle iz Bamberga, ki je mestu dajal različne privilegije (kovnice, cestnine, tržne pravice). Verjetno pozno leta 1002 je bila sprejeta odločitev o ustanovitvi škofije v Bambergu. Henrik je bil pobožen, on in njegova žena nista imela otrok, da bi zapustila posest, vzhodna meja njegovega kraljestva pa še vedno ni imela škofije. Proti nasprotovanju škofa v Eichstättu, ki je izgubil severni rob svojega ozemlja in škofa v Würzburgu, ki je izgubil ves vzhodni del svojega območja, je Reichssynode na dan vseh svetnikov leta 1007 v Frankfurtu ustanovila škofijo Bamberg. Hochstift je bila obdarjena s kraljevimi ozemlji, zlasti okoli Bamberga in blizu Beljaka. Kunigunda je prispevala sam Bamberg. Prvi škof (1007–40) je bil Eberhard von Abenberg, Henrikov nekdanji kancler. Zasedel je dom v nekdanji Königspfalz. Leta 1007/1020 je škofija prišla pod direktno papeško oblast in je bila odslej zunaj nadzora nadškofa v Mainzu. Kralj Henrik (okronan za svetega rimskega cesarja leta 1014) je postal kanonik stolnice. 

### Zgodovina gradnje
Gradnja te prve stolnice se je začela leta 1002, dela pa so se začela na dveh kriptah. Posvečena je bila na Henrikov rojstni dan, 6. maja 1012. Ta prva stolnica je bila bazilika v obliki križa z glavnim korom na zahodu in drugim na vzhodu, vsak nad kripto. Na vzhodni fasadi sta bila dva stolpa. Ladjo je prekrival raven lesen strop. Ta stolnica je bila manjša od sedanje strukture (dolga je le približno 75 m). Zgorela je v velikonočnem tednu leta 1081. Medtem ko je bila notranja umetnost popolnoma uničena, je bila škoda na zgradbi sorazmerno majhna. Hitro so jo obnovili - do leta 1087 je bilo tu mogoče izvesti sinodo. Škof Otto je cerkev dokončno obnovil in je bil leta 1111 ponovno posvečena. 
Tudi ta obnovljena cerkev je leta 1185 pogorela.
Leta 1047 so truplo papeža Klemena II. (škofa v Bambergu, 1040–6) prenesli iz Rima v Bamberg in ga pokopali v stolnici. Z uničenjem groba papeža Benedikta V. v Hamburgu v začetku 19. stoletja je to postal edini papeški grob v Nemčiji. Vsi drugi papeži so pokopani v Franciji ali Italiji.
Sedanjo pozno romansko stolnico so postavili (s kratkimi presledki) trije možje rodbine Andeških: Otto (škof od 1177–96), Ekbert (škof 1203-37) in Poppo (1237–42).
Bogastvo stolnice in velikodušnost Andeških sta omogočili veliko 'čudovito' stavbo. Posvečena je bila 6. maja 1237.

### Poznejša zgodovina
Henrik je bil kanoniziran leta 1146, Kunigunda leta 1200. Leta 1499-1513 je Tilman Riemenschneider ustvaril grob ustanoviteljev. V gotski dobi so bila dodana še mnoga umetniška dela. 
V 17. stoletju se je notranjost stolnice v dveh valovih spremenila v baročni slog. Prvi je prišel pod škof Johannom Gottfriedom von Aschhausenom. Srednjeveška barvna okna so bila odstranjena. Po letu 1626 je bila notranjost pobeljena čez freske. Drugi val je sledil po koncu tridesetletne vojne 1648–53 pod škofom Melchiorjem Otto Voit von Salzburg. Grob Henrika in Kunigunde je bil premaknjen, korne pregrade so bili porušene in v obeh korih postavljeni novi visoki oltarji.
Leta 1729–33 je Balthasar Neumann, arhitekt Würzburške rezidence (tudi Unescova svetovna dediščina), dodal kapiteljsko hišo z upravnimi uradi za stolnico. 
Leta 1802/3 je bila Bamberška škofija sekularizirana in je postala del Bavarske volilne kneževine. Leta 1817 je Bamberg postal nadškofija. Pokrajina vključuje škofije Speyer, Würzburg in Eichstätt.
Baročne spremembe so bile v "čiščenju" odstranjene v letih 1828-37, ki jih je leta 1826 odredil Ludvik I.  Bavarski, ki je stolnico videl kot nacionalni spomenik. Oltarje in druge skulpture so prodali na dražbi, da bi cerkev vrnili v prvotno srednjeveško stanje. Baročna umetnost je bila nadomeščena z neoromansko umetnostjo. 
Med obnovo 1969–74 so cerkev spremenili v skladu z drugim vatikanskim koncilom, npr. s premikanjem glavnega oltarja iz vzhodnega kora na mesto pred zahodnim korom.

## Opis

### Zunanjost
Stolnica je dolga približno 94 m, široka 28 m, visoka 26 m, štirje stolpi pa so visoki približno 81 m.
Zaradi dolgega gradbenega procesa so v različnih delih stolnice uporabljali več slogov, zlasti romanskega in gotskega. Med tema dvema slogoma je prehodni slog in to je slog, ki je značilen za ladjo.
Trenutna zgradba je poznoromanska stavba s štirimi velikimi stolpi. Vzhodni stolpi so bili prvotno nižji, vendar so jih po višini zahodnih stolpov po letu 1766 dvignili s strmimi koničastimi vrhovi, ki jih je dodal arhitekt Johann Jacob Michael Küchel. Zahodni stolpi so zgodnjegotski.

### Kora
Stolnica ima na vsakem koncu kor. Vzhodni kor je najstarejši del stolnice, še vedno v čistem romanskem slogu. Zahodni kor je zgodnjegotski, njegov obok je bil zgrajen iz leta 1232. 
Vzhodni kor, dvignjen zaradi prisotnosti kripte pod njim, je posvečen svetemu Juriju. Simbolizira Sveto rimsko cesarstvo. Od figur, ki krasijo zaslon južnega kora, so prvi trije apostolski pari pripisani kamnosekom, ki so naredili Gnadenpforte. Ostali in dvanajst prerokov na severnem zaslonu odraža poznejši slog. Korne klopi z vklesanimi himerami in levi izvirajo iz 14. stoletja. Freska v apsidi je veliko mlajša. Nastala je leta 1927/8.
Zahodni kor je posvečen svetemu Petru, ki simbolizira papeža. Vsebuje katedro (nastalo leta 1904), za njo pa grob papeža Klemena II. Levo in desno so gotske (pozno 14. stoletje) korne klopi, bogato izrezljane. V zaodrju v koru dominira križni oltar. Figure Jezusa, Marije, Marije Magdalene in Janeza so ustvarile iz pozlačenega lipovega lesa iz leta 1652/3 Justusa Gleskerja, ki so ga med čiščenjem leta 1835 prodali, odkupili leta 1915 in postavili leta 1917. Spredaj je Volksaltar iz 20. stoletja z velikim kolesnim lestencem zgoraj. Podlago iz peščenjaka, opremljeno z različnimi bronastimi ploščami, ki prikazujejo prizore iz Jezusovega življenja, je leta 1974/5 izdelal Klaus Backmund. 

### Transepta
Na severnem transeptu je poznogotski (približno iz leta 1500) oltar, posvečen Mariji (Mühlhausenerjev oltar). Pred tem je bil v protestantski župnijski cerkvi v Mühlhausenu. Leta 1781 so ga nadomestili in nato prodali leta 1891. Potem ko ga je dobil nadškof Jožef von Schork, ga je leta 1904 podaril stolnici.
Južni transept vsebuje velik oltar Kristusovega rojstva, ki ga je umetnik Veit Stoss iz leta 1520–3 izdelal iz lipovega lesa. Prvotno je bila namenjena cerkvi v Nürnbergu (Karmeliterkloster), vendar ga je po reformaciji leta 1524 mestni svet zavrnil. Veitov sin Andreas Stoss, ki se je leta 1526 preselil v Bamberg, ga je uspel leta 1543 pripeljati v Bamberg, kjer so ga postavili v cerkev Obere Pfarre. V stolnico je prišel šele leta 1937 in je stalno izposojen od župnije. Oltar je nepopoln (npr. Predela ni bila nikoli narejena), le nekatere njene dele je izdelal Stoss, ne pa njegova delavnica. 

### Glavna in stranski ladji
V ladji, ki povezuje vzhodni in zahodni kor in predstavlja približno tretjino celotne dolžine cerkve, so cesarska grobnica, Bamberški jezdec, prižnica iz zgodnjega 19. stoletja in orgle.
V stranskih ladjah sta še dva opazna oltarja: Kirchgattendorfer oltar in tako imenovani oltar Riemenschneider altar. Prvi je posvečena Mariji in izvira iz 16. stoletja. Izhaja iz protestantske župnijske cerkve v Kirchgattendorfu v Zgornji Frankovski in je bil tu postavljena leta 1921. Slednji je bila sestavljen leta 1926 iz različnih posamičnih figur različnega izvora, vse iz okoli leta 1500. Ime je dobil po kipu svetega Boštjana, ki je pripisan delavnici podjetja Riemenschneider.

### Kripte
Zahodna kripta je bila napolnjena z ruševinami, a je bila ponovno odprta v letih 1987–95. Odkrili so, da še vedno vsebuje značilnosti Henrikove prvotne stolnice. Zdaj služi kot pokopališče nadškofov v Bambergu. Prvi, ki so ga tam pokopali leta 1998, je bil Josef Schneider (1955–76). Pod severozahodnim stolpom je bila leta 1997 zgrajena kapela (Häupterkapelle), ki je hranila lobanji obeh ustanoviteljev, Henrika in Kunigunde. Vsebujejo jih v steklenem svetišču na steli. Kunigundina lobanja je bila prej shranjena v kabinetu v vzhodnem koru, za tako imenovanim Sonnenloch, ki je omogočal dostop do zunanje strani stolnice.
Vzhodna kripta je nastala ob sedanji stolnici, c. 1200. Grobnice, ki so zdaj tu, so bile iz ladje preseljene šele v 19. in 20. stoletju. Sem sodijo škofje iz 11. in 12. stoletja ter grob kralja Konrada III., ki je umrl v Bambergu leta 1152 in je bil sprva pokopan poleg Henrika in Kunigunde. Obstaja tudi vodnjak, ki se uporablja za krst. 

### Kapele
Nagelkapelle
Prejšnja kapiteljska dvorana, pod katero so bili pokopani tudi člani stolničnega kapitlja (te bronaste plošče so zdaj premaknjene k obzidjem). Leseni gotski oltar iz c. 1500 je v nadaljnjem poznogotskem delu prostora. Kapela se uporablja za žebelj, ki naj bi prišel iz pravega križa. V Bambergu se to spoštuje od 14. stoletja. 
Sakramentskapelle
Nekdaj kapela Antonija ali Gertrude, je bila ta leta 1974 po drugem vatikanskem koncilu predelana. Zdaj služi za shranjevanje hostij za evharistijo. Vsebuje sliko (Rosenkranzgemälde), ki je bila pripisana Lucasu Cranachu starejšemu (približno 1520). 

### Kiparski okras
V notranjosti stolnice je veliko skulptur, krasijo pa tudi zunanjost.

#### Grobnica Henrika in Kunigunde
Eno najpomembnejših umetniških del stolnice je grob cesarja Henrika II., ustanovitelja stolnice in njegove žene, cesarice Kunigunde. Izdelal jo je kipar Tilman Riemenschneider iz poliranega solnhofenskega apnenca in marmorja iz frankovske jure. Klesal ga je 14 let: med letoma 1499 in 1513. Grobnica, ki stoji v bližini vzhodnega kora, je nekoliko višja od nivoja tal, ker je spodaj kripta. Grobnica se dviga približno 1,7 m nad tlemi. Vrh je vklesan s podobami cesarja in cesarice. Zgoraj je poznogotska krošnja. Rezbarije okrog strani, ki odražajo vpliv renesančne umetnosti, pripovedujejo o različnih epizodah iz življenja cesarskega para: cesarica se sprehaja po žarečih rezilih pluga, da bi dokazala svojo nedolžnost, potem ko je bila obtožena prešuštva, plačila delavcev, ki so zgradili svetega Štefana, cesar je ozdravil svetega Benedikta, cesarjevo smrt in tehtanje njegove duše nadangela Mihaela. Domnevno temeljijo na skicah Wolfganga Katzheimerja.

#### Bamberški jezdec
Ob grobnici na severozahodnem stebru kora, ki ga podpira akantova konzola, stoji konjeniški kip, znan kot Bamberški jezdec (Bamberger Reiter). Ni soglasja, koga naj bi ta vitez na konju res predstavljal. V dolgi zgodovini stolnice se je spreminjala priljubljena različica. Romantiki so mislili, da je nemški cesar iz družine Hohenstaufen. Nacisti so mislili, da je vitez, ki je simboliziral nemško popolnost in je proti vzhodu iskal nove dežele, ki bi jih lahko osvojil. Slike konjenika so bile razstavljene v šolah, domovih in stanovanjih.
Zdaj se misli, da je bil morda ogrski kralj iz 11. stoletja Štefan I. Ogrski. To temelji na sodobni tehnologiji, ki je razkrila prvotne barve, ki so bile uporabljene za barvanje kipa.
Kipar je v skulpturo vtisnil le svoj pečat, njegovo identiteto pa pustil skrivnosti. Morda je sodeloval tudi pri ustvarjanju figur na vzhodnem kornem delu (Marija in Elizabeta) in morda pri Poslednji sodbi na Fürstenportalu. Jezdec je verjetno najstarejši kip konjenika, ustvarjen v postrimanski Nemčiji. 

#### Portali
- Adamspforte
- Timpanon Gnadenpforte
- Fürstenportal

Številne rezbarije krasijo tri glavne portale. Adamspforte in Marienpforte (ali Gnadenpforte), ki vodita v vzhodna stolpa, varujeta izklesana romanska leva, dotrajan ostanek Henrikove prvotne stolnice. Nekdanje portalne figure (replike) svetega Štefana, Kunigunde, Henrika II., svetega Petra in Adama in Eve. Slednji je portal v obliki lijaka v lombardskem slogu. V timpanonu je Marija, ki jo ob strani častita sv. Peter in sveti Jurij ter na drugi strani Kunigunda in Henrik. Figure na  vogalih razlagajo kot škofa Ekberta (levo), klerika, morda stolničnega provosta Poppa Andeškega (desno) in križar v središču, morda zasnovan na "fratru Wortwinusu", arhitekt dela iz leta 1229-31 delo. 
Glavni portal, ne na zahodu kot običajno zaradi dvokorne strukture stolnice, ampak v središču severne stene, se imenuje Fürstenportal (knežji portal) in je odprt le ob svetih dneh. Dostopa do severne stranske ladje in so jo začeli poznoromanski obrtniki (preroki in apostoli), končali pa zgodnjegotski delavci (Poslednja sodba v timpanonu). Kipi (replike), ki so na vrhu stebrov, sta Eklezija in Sinagoga (izvirniki so bili premaknjeni leta 1937). Tu sta tudi kipa Abraham in Angel, ki naznanjata Poslednjo sodbo. 
Veitspforte je manjši vhod, ki sega v zgodnjegotsko obdobje. Navdihnil ga je slog, ki so ga cistercijani prinesli iz Francije v južno Nemčijo, kot v samostanu Ebrach. Portal omogoča dostop do južnega transepta.

#### Papeški grob
Grob papeža Klemena II. (1005–47) je narejen iz srebro-sivega marmorja z vklesanimi reliefi iz prve polovice 13. stoletja na vseh štirih straneh: štiri kardinalne vrline, smrt papeža in sv. Mihael, reke raja in Janez Krstnik (ali morda Kristus, ki sedi nad svetom). 

#### Drugo
Čeprav je veliko srednjeveških grobov škofov ostalo znotraj stolnice, je večina poznejših prenesena v Michaelskirche med 'čiščenjem' stolnice v 19. stoletju.

### Orgle
Stolnica je imela orgle prvič leta 1415. Tiste, ki so bile zgrajene leta 1868, so povzročile številne težave in jih je bilo treba obnoviti pet let pozneje, vendar so jih zaradi dobrega zvoka obdržali do leta 1940.
Orgle, ki so danes v stolnici, so iz leta 1976, delo graditelja orgel Rieger. V kotih ohišja orgel so štiri angelske figure. Orgle imajo štiri manuale in pedalnik. Vse orgle v zgodovini stolnice so bile zgrajene ob severni steni, ker je bil zvok tam najboljši.
V stolnici vsako leto pripravijo približno 40 koncertov.

### Druge strukture
V križnem hodniku in v bližnji kapiteljski hiši Balthasarja Neumanna danes stoji Škofijski muzej Bamberg (stolnični muzej).
Domkranz je terasa, na katero vodita dve široki stopnišči iz Domplatza. Od tu naprej Adamspforte in Gnadenpforte omogočata dostop do stolnice.

### Domplatz
Stolnični trg (Domplatz) je soočen tudi z renesančnimi zgradbami Alte Hofhaltung in baročno Neue Residenz, palače škofov od 15. stoletja do 1602 in od 1602 do 1803.
Prvotno znan kot Hofplatz ali Burgplatz, se je trg po sekularizaciji preimenoval v Karolinenplatz v čast takratne bavarske kraljice Karoline. Šele leta 1949 je Domplatz postalo uradno ime za to območje. Prej se je to omejilo samo na neposredno okolico stolnice.